# 尾崎久郎
尾崎 久郎（おざき ひさお）は、日本の元フィギュアスケート選手（男子シングル・ペアスケーティング）。パートナーは萩原恭子。田中智子。
全日本フィギュアスケート選手権優勝。

## 経歴
1972年、全日本ジュニア選手権の男子シングルで3位。1974年に同大会で優勝する。
1977年、田中智子とペアを組み全日本選手権に出場し2位。1978年、萩原恭子とペアを組み直し同大会で優勝する。

## 主な戦績
- 1972年-1975年は男子シングル。
- 1977年-1978年は田中智子とペア。
- 1978年-1979年は萩原恭子とペア。

| 大会/年         | 1972-73 | 1974-75 | 1977-78 | 1978-79 | 1979-80 |
| --------------- | ------- | ------- | ------- | ------- | ------- |
| 世界選手権      |         |         |         | 14      |         |
| 全日本選手権    |         |         | 2       | 1       |         |
| 全日本Jr.選手権 | 3       | 1       |         |         |         |
| NHK杯           |         |         |         |         | 6       |